# Manuel del Castillo de Arechaga
Manuel del Castillo de Arechaga   (París, 25 de novembre de 1884 - Barcelona, 5 d'abril de 1969) fou un futbolista espanyol, nascut a França, de les dècades de 1900 i 1910.
Jugava a les posicions de mig centre o de defensa. Començà la seva carrera al FC Internacional el 1901, passant al FC Espanya el 1906. L'any 1909 passà a formar part del RCD Espanyol, on romangué fins a mitjans de la dècada de 1910.

## Palmarès
- Campionat de Catalunya de futbol:
  - 1911-1912